# Jiří Prskavec (kanotist född 1972)
Jiří Prskavec, född den 2 maj 1972 i Jablonec nad Nisou, Tjeckien, är en tjeckisk kanotist.
Han tog VM-brons i K-1 i slalom 1995 i Nottingham.